# Silvretta-Ferwall-Marsch
Der Silvretta-Ferwall-Marsch ist eine Veranstaltung für Läufer und Wanderer über die Marathondistanz, die 1974 in Galtür ins Leben gerufen wurde und seitdem im August vom Schiclub Silvretta Galtür organisiert wird. Für Läufer gibt es auch einen Halbmarathon, für Wanderer Strecken von 13,5 km und 28 km. Der höchste Punkt der Strecke liegt auf 2620 m, womit der Silvretta-Ferwall-Marathon in den Alpen nur vom Graubünden-Marathon und dem Swiss Alpine Marathon übertroffen wird.
Die Hochgebirgsstrecke wurde 1995 von 38 auf 42,3 Kilometer verlängert und ist seitdem ein Bergmarathon. Die Austragung 2005 musste wegen des Alpenhochwassers abgesagt werden. Seit 2006 gehört ein Halbmarathon zum Programm.

## Streckenverlauf

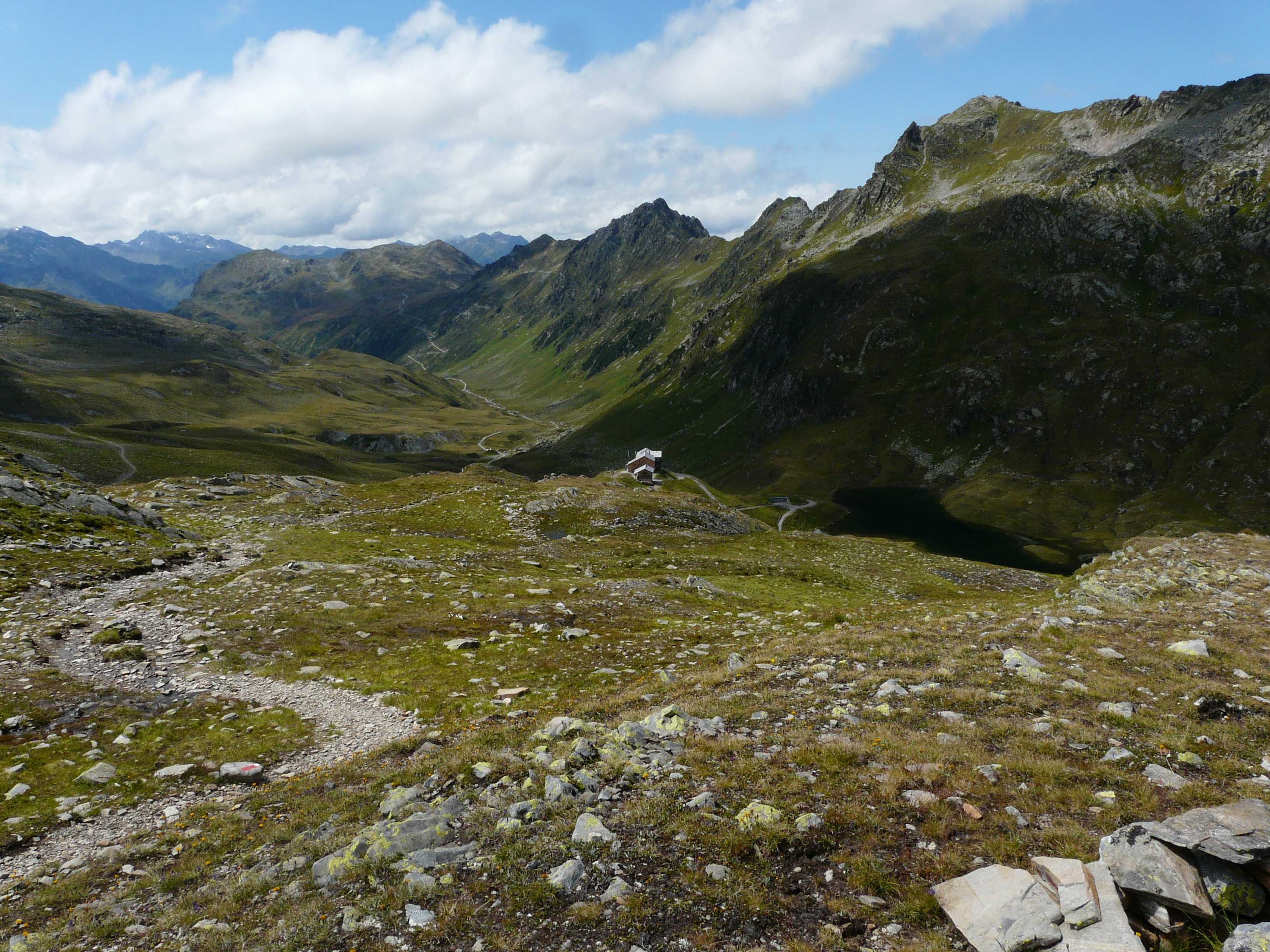
Heilbronner Hütte mit Scheidseen und Verbellatal

Der Start aller Strecken ist in Galtür. Der Marathon führt zunächst zum Zeinisjoch nördlich des Kops-Stausees und dann in den Südteil der Verwallgruppe. Über die Verbellaalpe gelangt man zur Heilbronner Hütte auf 2320 m. Hinter dem nordöstlichen Jöchligrat (2500 m) geht es hinab ins Ochsental (2357 m) und dann 263 Höhenmeter hinauf zum höchsten Punkt der Strecke am Muttenjoch. Es folgt ein Abstieg an der Friedrichshafener Hütte vorbei hinunter ins Paznaun. Während die 28-km-Wanderstrecke direkt zum Ziel nach Galtür führt, verläuft der Marathon auf seinem letzten Drittel am Nordrand der Silvretta-Gruppe. Zunächst geht es hinauf zur Lareinalpe, wobei weitere 300 Höhenmeter bewältigt werden, und dann auf dem Galtürer Höhenweg über die Eggalm im Jamtal zum Ziel in Galtür. 1634 Höhenmeter umfasst der Marathon und 1293 die 28-km-Wanderung.
Der erste Teil des Halbmarathons besteht aus einer Schleife im Paznaun. Er mündet in die Marathonstrecke dort ein, wo sie nach der Passage durch das Verwall die Trisanna überquert. Insgesamt sind 461 Höhenmeter zu bewältigen.

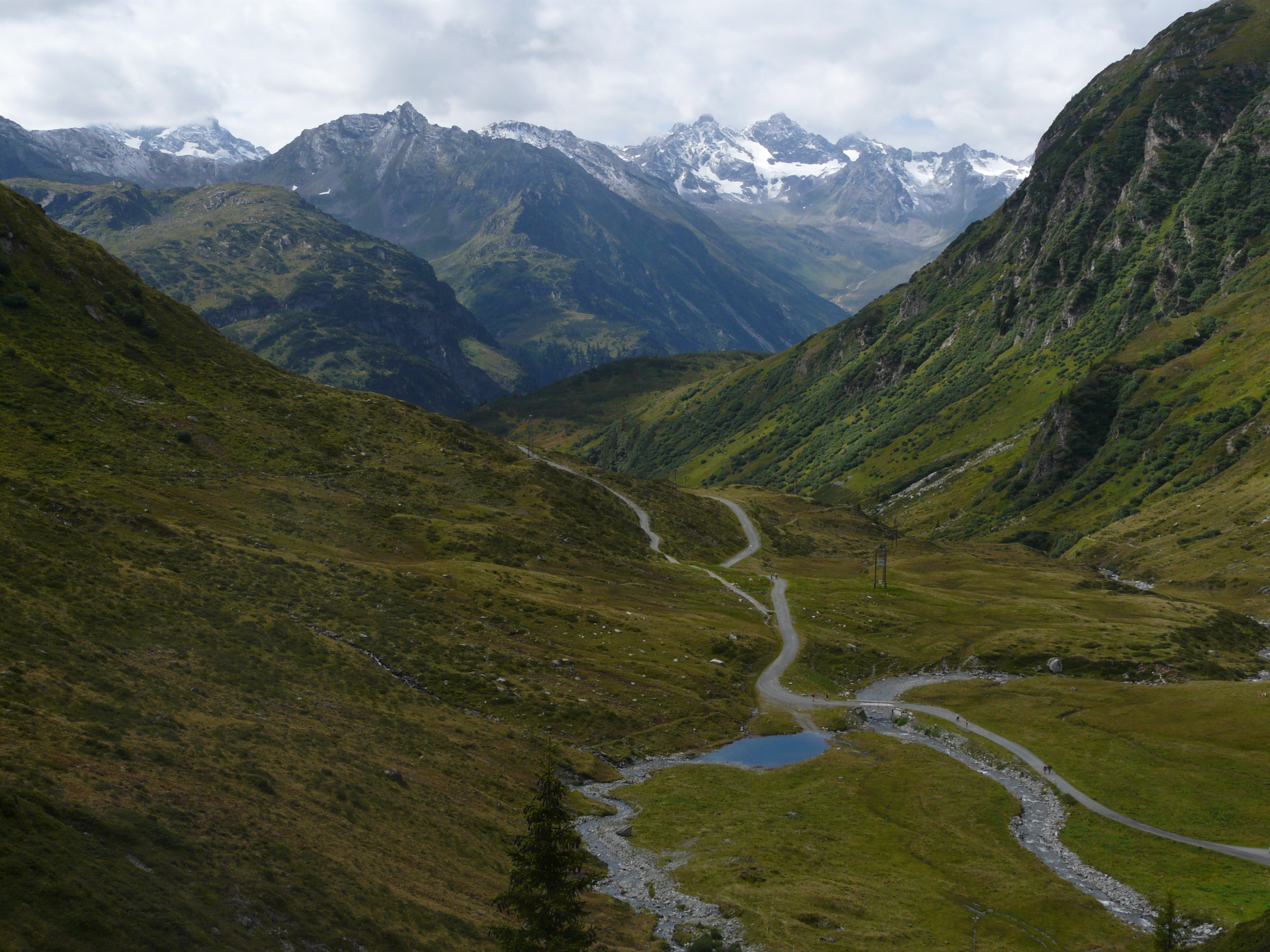
Verballatal
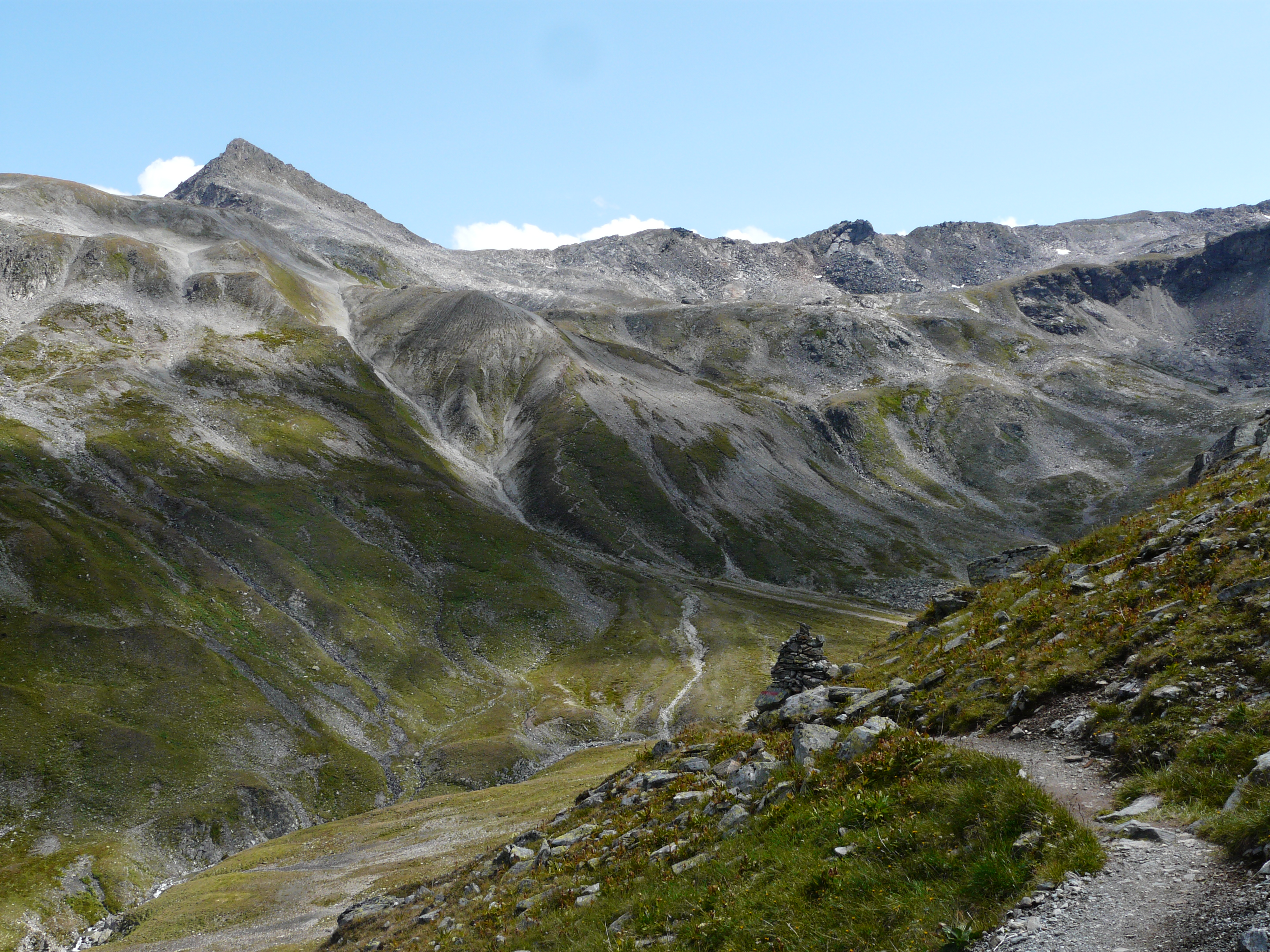
Friedrichshafener Weg mit Muttenjoch (links)
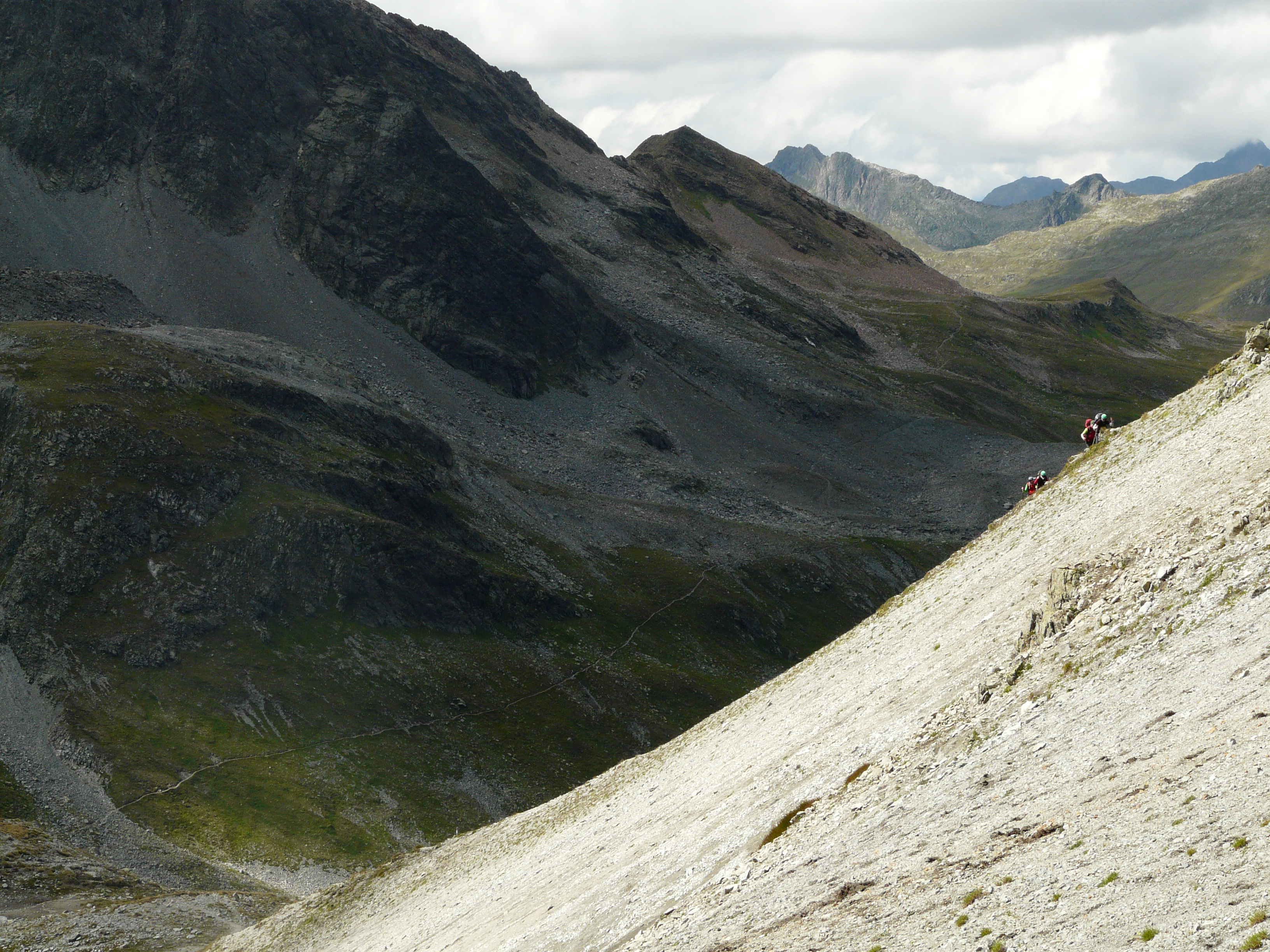
Friedrichshafener Weg bis zum Jöchligrat vom Muttenjoch
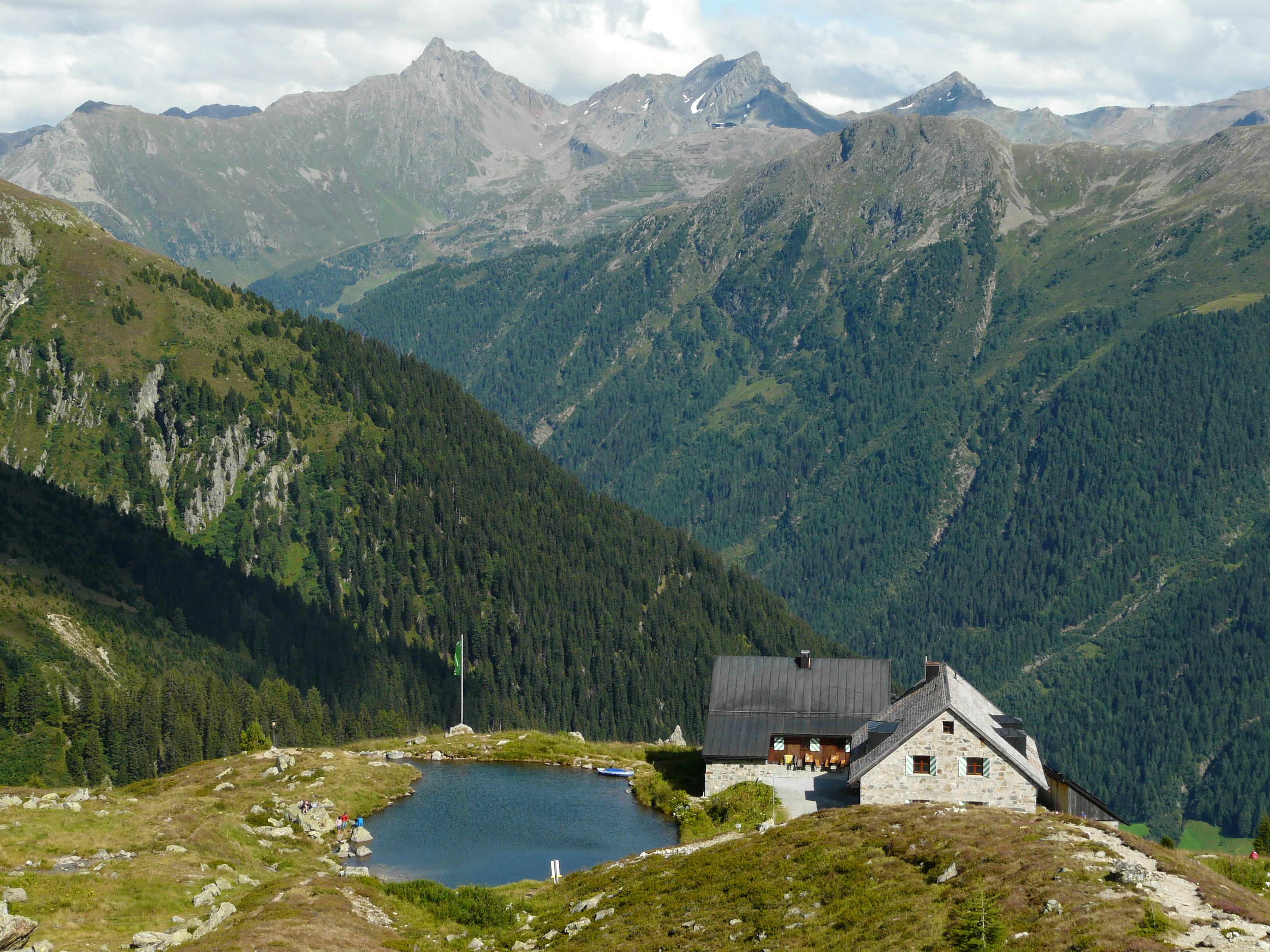
Friedrichshafener Hütte

## Statistik

### Streckenrekorde
Halbmarathon
- Männer: 1:13:08 h, Ferenc Biri (HUN), 2007
- Frauen: 1:29:50 h, Sandra Bergamini (ITA), 2007

### Finisher 2009
Läufer im Ziel
- Marathon: 78 (59 Männer und 19 Frauen), vier mehr als im Vorjahr
- Halbmarathon: 52 (39 Männer und 13 Frauen), drei mehr als im Vorjahr

### Siegerliste Marathon
| Datum         | Männer                             | Zeit        | Frauen               | Zeit        |
| ------------- | ---------------------------------- | ----------- | -------------------- | ----------- |
| 30. Aug. 2009 | Michael Barz -4-                   | 3:03:25,8   | Astrid Müller        | 3:53:24,0   |
| 31. Aug. 2008 | Michael Barz -3-                   | 3:14:10,62  | Barbara Tatschke -2- | 4:15:01,34  |
| 26. Aug. 2007 | Michael Barz -2-                   | 2:59:57,46  | Barbara Tatschke     | 4:15:00,48  |
| 27. Aug. 2006 | Michael Barz                       | 3:18:42     | Ulla Korenjak        | 4:02:19     |
| 28. Aug. 2005 | ausgefallen                        | ausgefallen | ausgefallen          | ausgefallen |
| 29. Aug. 2004 | Jürgen Plechinger                  | 3:14:37     | Brigitte Stadlwieser | 4:02:36     |
| 31. Aug. 2003 | Helmut Schießl -2-                 | 3:08:15     | Anni Frotschnig -2-  | 4:06:56     |
| 25. Aug. 2002 | Thomas Miksch -3- & Helmut Schießl | 2:59:48     | Anni Frotschnig      | 3:51:30     |
| 26. Aug. 2001 | Thomas Miksch -2-                  | 2:59:23,04  | Hildegard Hirsch     | 3:54:57,12  |
| 27. Aug. 2000 | Thomas Miksch                      | 3:03:56     | Gertrud Härer        | 4:06:27     |

### Entwicklung der Finisherzahlen
| Jahr | Marathon | davon Frauen | Halbmarathon | davon Frauen |
| ---- | -------- | ------------ | ------------ | ------------ |
| 2009 | 78       | 19           | 52           | 13           |
| 2008 | 74       | 13           | 49           | 11           |
| 2007 | 84       | 11           | 76           | 19           |
| 2006 | 95       |              | 44           |              |
| 2005 | —        |              | —            |              |
| 2004 | 121      |              | —            |              |
| 2003 | 121      |              | —            |              |
| 2002 | 134      |              | —            |              |
| 2001 | 118      |              | —            |              |
| 2000 | 121      |              | —            |              |